# Marco Apuleyo
Marco Apuleyo (en latín, Marcus Appuleius) fue un senador y político romano del siglo I a. C. que fue cónsul en 20 a. C.

## Familia
Hijo de Sexto Apuleyo y de Octavia la Mayor. Su hermano Sexto Apuleyo fue también fue cónsul, en 29 a. C., durante el gobierno de Augusto.

## Carrera
En 45 a. C. fue elegido cuestor y el año siguiente fue nombrado procuestor en Asia.
A la muerte de Marco Junio Bruto, en 42 a. C., fue nombrado procónsul en Bitinia y Ponto. Finalmente, alcanzó el consulado en 20 a. C.